# سازمان (مجموعه تلویزیونی ۲۰۲۴)
سازمان یک مجموعه تلویزیونی مهیج جاسوسی آمریکایی ساخته شده برای شبکه شوتایم است، این مجموعه توسط جورج کلونی و گرانت هسلوف و با بازی مایکل فاسبندر ساخته شده است. این سریال بر اساس سریال فرانسوی تحسین شده دفتر افسانه‌ها (Le Bureau des Légendes) ساخته شده است، مجموعه اصلی توسط اریک روچانت ساخته شده است که از سال ۲۰۱۵ تا ۲۰۲۰ از شبکه کانال+ پخش شد.

## داستان
مجموعه تریلر جاسوسی در دپارتمان مسئول آموزش و رسیدگی به افسران مخفی در ماموریت‌های طولانی مدت که سال‌ها تحت هویت‌های جعلی زندگی می‌کنند، با هدف شناسایی و استخدام منابع اطلاعاتی است.

## بازیگران و شخصیت ها

### بازیگران اصلی
- مایکل فاسبندر در نقش براندون، با اسم رمز «مریخی»، که قبلاً به مدت ۶ سال از مأموران سیا در آفریقا بود و اکنون یک افسر ارشد در یک پرونده است. نام پوشش او در آفریقا پاول لوئیس بود.
- جفری رایت در نقش هنری اوگلتری، رئیس و افسر ارشد مریخی، مربی و معاون رئیس ایستگاه سیا در لندن. پوشش رسمی او وابسته به پشتیبانی خدمات خارجی است.
- جودی ترنر-اسمیت در نقش دکتر سامیا 'سمی' ظاهیر، انسان‌شناس سودانی و علاقه مند به پاول لوئیس
- ریچارد گی‌یر در نقش جیمز بردلی، با اسم رمز «بوسکو»، رئیس ایستگاه سیا در لندن.
- کاترین واترستون در نقش نائومی، افسر سابق پاول لوئیس و افسر ارشد فعلی پرونده دنی
- هریت سنسوم هریس در نقش دکتر راشل بلیک، روانشناس بالینی سیا که از لنگلی به ایستگاه لندن فرستاده شده و به عنوان روانشناس منصوب شده است.
- آمبرین راضیه در نقش بلر، افسر پرونده سیا
- جان ماگارو در نقش اوون، افسر ارشد کایوتی جاسوس سیا در بلاروس
- سائورا لایت فوت-لئون در نقش دانیلا «دنی» روئیز موراتا، جاسوس جدید سیا که مخفیانه به عنوان فارغ التحصیل ژئوفیزیک برای شرکت در یک برنامه مبادله ای به تهران برای شناسایی مهندسان برنامه هسته‌ای ایران فعالیت میکند. نام تحت پوشش او برای انتقال به ایران دانیلا آکوستا مورنو است.

### مهمان
- هیو بونه‌ویل در نقش جیمز ریچاردسون
- دومینیک وست به عنوان رئیس سیا